# أنتوني همينغواي
أنتوني همينغواي (بالإنجليزية: Anthony Hemingway)‏ هو مخرج أمريكي، ولد في 1977 في الولايات المتحدة.

## وصلات خارجية
- أنتوني همينغواي على موقع IMDb (الإنجليزية)
- أنتوني همينغواي على موقع ألو سيني (الفرنسية)
- أنتوني همينغواي على موقع أول موفي (الإنجليزية)
- أنتوني همينغواي على موقع قاعدة بيانات الأفلام السويدية (السويدية)
- أنتوني همينغواي على موقع قاعدة بيانات الفيلم (الإنجليزية)
- أنتوني همينغواي على موقع كينوبويسك (الروسية)
- أنتوني همينغواي على موقع كينوبويسك (الروسية)